# Amalfi (Italie)
Pour les articles homonymes, voir Amalfi.
Amalfi est une commune dans la province de Salerne dans la région Campanie en Italie. La côte amalfitaine a été inscrite en 1997 sur la liste du patrimoine mondial de l’UNESCO.

## Géographie

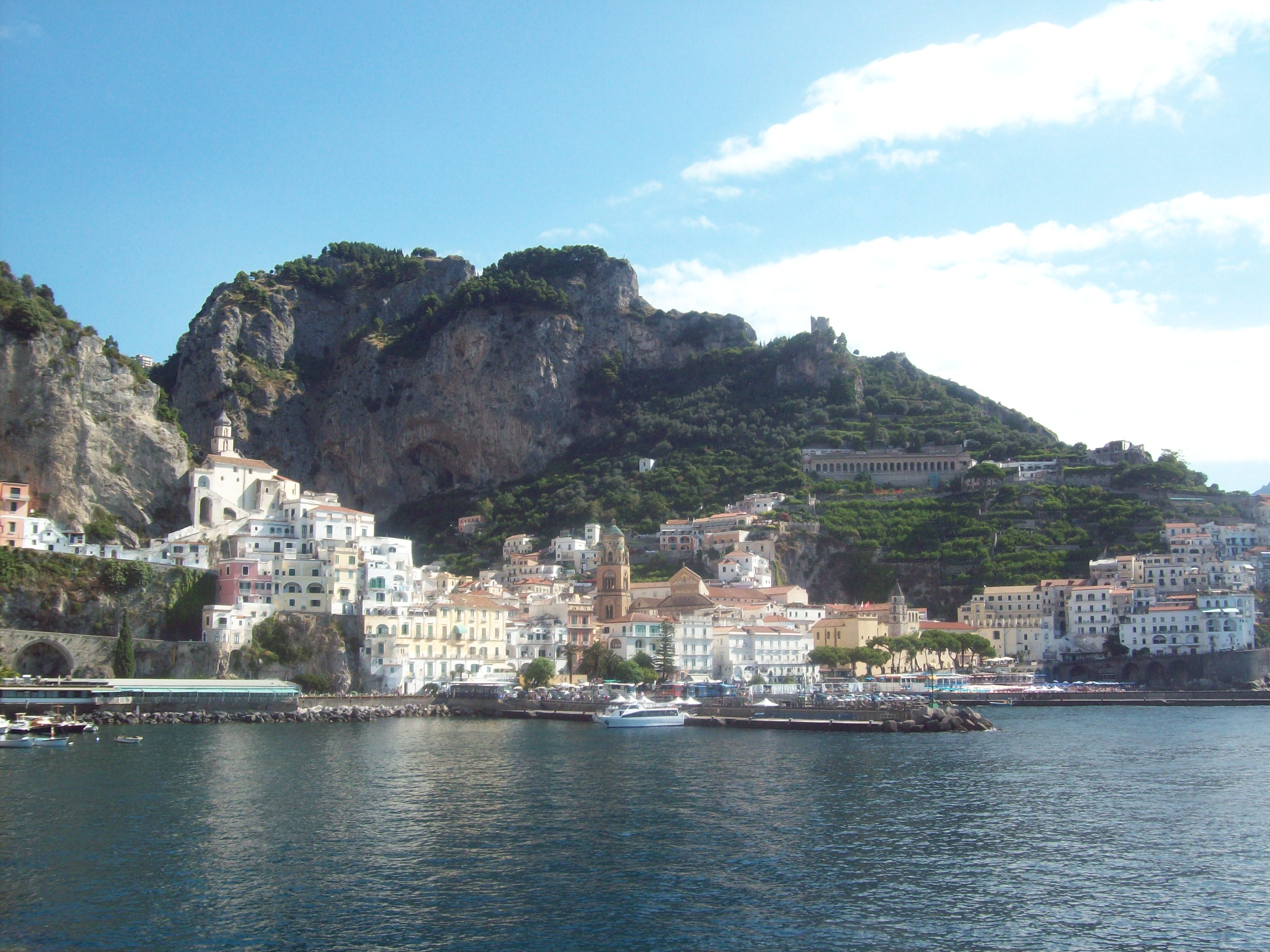
Vue panoramique de la ville.

Amalfi se situe sur le golfe de Salerne (mer Tyrrhénienne). La côte amalfitaine est principalement constituée de falaises rocheuses. La ville est implantée sur des parois rocheuses qui plongent au fond d'une gorge, s'ouvrant sur le port, le tout dominé par le mont Cerreto (1 315 m).

## Histoire
Amalfi fut un des principaux ports d'Europe du IXe au XIIe siècle.
Les premières mentions écrites d'Amalfi remontent au VIe siècle, mais elle fut créée bien avant, soit par des Romains vers le Ier siècle, soit par des réfugiés de Melfi à une époque indéterminée.
La ville devint rapidement une puissance maritime faisant le commerce des céréales, du sel et des esclaves, exportant du bois de construction vers l'Égypte et la Syrie et important en Occident les soieries de l'Empire byzantin. Les marins d'Amalfi, les premiers d'Occident à utiliser la boussole, firent la fortune de la ville. Au IXe siècle, les marchands amalfitains utilisaient déjà une monnaie en or alors que la plus grande partie de l'Italie en était encore à une économie de troc.
Les relations d'Amalfi avec l'Orient sont encore illustrées à l'heure actuelle par la cathédrale dont les portes ont été fondues à Constantinople en 1066 et acheminées jusque-là par la mer. Également au milieu du XIe siècle (vers 1070), des marchands amalfitains établis à Jérusalem furent à l'origine de la fondation des Hospitaliers de l'ordre de Saint-Jean de Jérusalem.
La République maritime indépendante d'Amalfi atteignait une population d'environ 70 000 personnes, lorsqu'en 1131 elle fut conquise par le roi Roger de Sicile. La ville passa en 1137 sous la domination de Pise et commença à décliner rapidement. Pourtant, les Tables amalfitaines, qui furent le premier code maritime, servirent à régler la navigation dans toute la Méditerranée jusqu'en 1570.
Partout, subsistent les témoins de l'âge d'or d'Amalfi entre le Xe et le XIIe siècle, lorsque cette République maritime commerçait avec l'Orient, notamment un campanile mauresque, un plan urbain calqué sur le modèle arabe et un Duomo d'inspiration byzantine. Tous les quatre ans, une régate est organisée pour rappeler que les doges de la cité rivalisaient avec ceux de Venise, Gênes et Pise pour le contrôle de la Méditerranée.
Le 25 novembre 1343, la ville fut durement touchée par un raz de marée. Cette catastrophe médiévale eut de lourdes répercussions économiques engloutissant une grande partie de la ville.

## Lieux et monuments
Amalfi est une ville touristique. La beauté du site naturel, le dédale d'étroites rues médiévales et le mélange particulier d'influences culturelles venues de toute la Méditerranée en ont fait une ville classée au patrimoine mondial de l'UNESCO depuis 1997.

### Édifices religieux
- Cathédrale Saint-André Apôtre
- Chiesa di Santa Maria a Piazza
- Chiostro del Paradiso
- Museo della Bussola e del Ducato marinaro di Amalfi
- Fontana di Sant'Andrea
- Valle dei Mulini
- Museo della Carta
- Museo del SS. Crocifisso (Cattedrale antica)
- Cappella di Sant'Anna La Scura
- Cappella di San Giuseppe dei Castriota
- Cappella di San Lorenzo
- Cappella di San Basilio
- Chiesa di Santa Maria del Carmine (Amalfi)
- Chiesa di Santa Maria del Pino
- Chiesa di Santa Maria della Neve (Amalfi)
- Cappellina di Santa Maria delle Grazie
- Chiesa di San Pietro Apostolo a Tovere
- Cappellina di Santa Maria Annunziata

### Musées
- Musée du papier d'Amalfi

## Économie
Amalfi est connue pour sa production de citrons de qualité et son papier fait main.

## Sports
Amalfi participe aux régates des anciennes républiques maritimes, compétitions entre 4 équipages de rameurs dont la première édition eu lieu en 1956, et qui oppose Gênes, Venise, Pise et Amalfi. La manifestation change de ville chaque année et les régates proprement dites sont précédées d'un grand défilé rappelant les époques glorieuses de chacune des quatre cités.

## Administration
| Période                                  | Période  | Identité        | Étiquette       | Qualité |
| ---------------------------------------- | -------- | --------------- | --------------- | ------- |
| 30 juin 2006                             | En cours | Antonio De Luca | Centro-Sinistra |         |
| Les données manquantes sont à compléter. |          |                 |                 |         |

### Hameaux
Lone, Pastena, Vettica, Pogerola, Tovere

### Communes limitrophes
Agerola (NA), Atrani, Conca dei Marini, Furore, Scala

## Population et société

### Démographie
Évolution démographique